# Гізімчук Володимир Миколайович
Володи́мир Микола́йович Гізімч́ук (9 серпня 1992 — 9 березня 2022) — український військовослужбовець. Старший лейтенант Збройних сил України, учасник російсько-української війни.

## Життєпис
Народився 9 серпня 1992 року в с. Кам'янка Славутського району. Навчався в Цвітоському навчально-виховному об'єднанні, яке закінчив у 2009 році. Продовжив навчання в Рівненській школі міліції, а далі — строкова служба у військово-морських силах України (м.Севастополь), контрактна служба у в/ч А1358 (с. Цвітоха).
У 2014—2015 роках перебував у зоні АТО. Саме там мужній юнак остаточно вирішив пов'язати своє життя з військовою справою та у 2017 році вступив до Одеської військової академії, по закінченні якої  у 2021 році був направлений для проходження служби до м. Скадовськ Херсонської області.
З осені 2021 року перебував в зоні АТО та, з початком повномасштабного вторгнення росії продовжив обороняти Україну.

## Загибель
Загинув в боях з агресором в ході відбиття російського вторгнення в Україну на лінії фронту в районі населеного пункту Зачатівка на Донеччині.
Залишилися батьки та брат Олександр. Похорон відбувся 6 квітня 2024 року

## Нагороди
Нагороджений орденом «Богдана Хмельницького» III ступеня (посмертно).